# 木衛六十二
木衛六十二（S/2016 J 2）是木星的一顆衛星。它是史考特·雪柏和他的小組回顧2016年的資料之後才確認的，但直到2018年7月17日才通過小行星中心的小行星電子通告宣布此一訊息。它的直徑大約1 km（0.6 mi），軌道距離木星大約19 × 106（12 × 106英里）。它的軌道傾角是34度，軌道離心率是0.222。它的軌道是順行，但和幾顆軌道逆行的衛星交叉，因此可能會在未來與這些衛星碰撞。它被建議以羅馬神話眾神之王朱庇特的孫女，衛生與健康之神許癸厄亞，命名為健康（Valetudo /vælɪˈtuːdoʊ/）。